# Spetsnaz

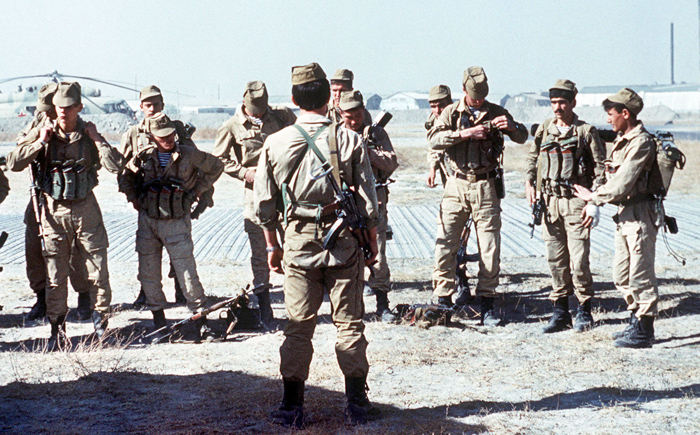
Een Spetsnazeenheid maakt zich op voor een missie om te zoeken naar vijandelijke karavanen in Afghanistan in 1988. (Foto: Michail Jevstafjev)

Spetsnaz (Russisch: Войска специального назначения - спецназ) zijn speciale troepen van zowel politie als leger. In Rusland worden met deze term alle speciale eenheden aangeduid, ook die van andere landen. In de westerse wereld worden vrijwel alleen Russische speciale eenheden met de term Spetsnaz aangeduid. Het is een Russisch lettergreepwoord van spetsialnogo naznatsjenieja.
Speciale eenheden kunnen in Rusland gevonden worden bij verschillende legeronderdelen, maar ook bij de MVD (politie), de FSB (veiligheidsdienst), de SVR (inlichtingendienst) en de GROe (militaire inlichtingendienst). Daarnaast hebben alle veiligheidsdiensten, inclusief de presidentiële FSO, de beschikking over hun eigen OSNAZeenheden ("speciale eenheden voor speciale doeleinden"). Tot de standaarduitrusting van Spetsnaz-troepen behoort veelal een AK-47, AK-74, AK-12 en voor SPETSNAZ Alpha: 

## FSB
Bij de FSB worden de volgende eenheden onderscheiden:
- Departement A (spetsgroeppa Alfa)
- Departement V (spetsgroeppa Vympel)
- Departement C (spetsgroeppa Smerch) SSO (troepen voor speciale operaties)

Het hoofdkwartier van de FSB-Spetsnaz is een gigantisch complex met gebouwen en trainingsgebieden (tientallen hectares, 76 trainingsfacilliteiten, etc) gelegen in de stad Balasjicha-2, op ongeveer 10 kilometer van de ring van Moskou. Spetsnazeenheden worden gemiddeld 5 jaar getraind alvorens uitgezonden te worden voor operaties in het veld.
Alfa is een antiterrorisme-eenheid die werd geformeerd in 1974 en uit ongeveer driehonderd man bestaat. Het merendeel hiervan is gestationeerd in Moskou en de rest in de steden Krasnodar, Jekaterinenburg en Chabarovsk. Alle leden van Alfa ondergaan speciale vuurwapentraining en training in de lucht. Ongeveer een derde van hen ondergaat ook speciale training in de bergen en nog eens een derde speciale contrasabotage-duiktraining. Spetsnazleden zijn altijd bezig hun vaardigheden te vergroten door vele trainingen en speciale operaties (waaronder continue dienst in de Noordelijke Kaukasus). De eenheid gebruikt een grote variëteit aan Russische en buitenlandse wapens en materiaal, waarbij sommige wapens zijn aangepast voor de speciale situaties van de eenheid.
Vympel ("de vlag") was een elite-eenheid van de KGB tijdens de Koude Oorlog, gespecialiseerd in sabotage. Na een neergang in de jaren 90, waarbij de eenheid zelfs onder de militsia (Russische politie) werd geplaatst, staat de eenheid sinds 1995 weer onder leiding van de FSB en houdt zich nu bezig met contraterroristische en contrasabotageactiviteiten. De eenheid wordt echter niet zoals Alfa getraind in het bestormen van vliegtuigen en bussen, maar in compleet andere omgevingen. Vympel is gespecialiseerd in 18 verschillende disciplines, waaronder het infiltreren van bewaakte gebouwen, intensieve scherpschutterstraining, het besturen van APC's en vliegtuigen en medische training. De eenheid is ook bedoeld voor het beschermen van kerncentrales, stuwdammen en andere industriële complexen tegen terroristische activiteiten. Ze worden echter ook, net als Alfa-eenheden, ingezet bij operaties in de Noordelijke Kaukasus. Vympel heeft 4 operationele eenheden en Alfa heeft er 5. Van elk departement is continu 1 eenheid actief in Tsjetsjenië. Hun troepen worden constant gewisseld, waardoor elk lid 2 tot 3 keer per jaar in Tsjetsjenië is. Vympel is ook gestationeerd in Moskou, maar heeft ook meerdere kantoren in vrijwel elke stad waar zich een kerncentrale bevindt.
Departement A en V dragen standaard zwarte werkuniformen, al worden in Tsjetsjenië verschillende camouflagekleuren gebruikt.
SSO is ook actief in verschillende speciale operaties van de FSB in de Noordelijke Kaukasus en leden ervan worden ook gebruikt als lijfwachten voor regeringsfunctionarissen.

## Organisatie
Aan het einde van de Koude Oorlog bestond een Spetsnaz-peloton uit een commando groep en drie Spetsnaz-teams. Een Spetsnaz-team bestaat uit een teamcommandant, opvolgend teamcommandant, een tot twee radiotelefonisten, een tot twee wapenspecialisten, een tot twee demolitiespecialisten, en tot en met vier verkenningsspecialisten.
De bewapening bestaat uit een AKS-74 geweer of AKS-74U karabijn, een Makarov-pistool met demper (PB), een mes, en tot en met acht handgranaten. De wapenspecialisten dragen in plaats van een geweer of karabijn een RPG-16D anti-tank raketwerper. De radiotelefonisten gebruiken een R-350M radio. Ook beschikte men over een SVD-scherpschuttersgeweer.
Zowel organisatie als bewapening worden aan de missie aangepast, en kunnen dus afwijken van het bovenstaande.